# Hedenbergit
Hedenbergit là một khoáng vật giàu sắt trong nhóm pyroxene kết tinh theo hệ một nghiêng có công thức hóa học CaFeSi2O6. Loại khoáng vật này cực kỳ hiếm gặp ở dạng chất tinh khiết, và thường phải tổng hợp trong phòng thí nghiệm. Nó được đặt theo tên Ludwig Hedenberg năm 1819, ông này là người đầu tiên mô tả khoáng vật này. Các đá biến chất tiếp xúc có nhiều sắt là môi trường địa chất thuận lợi để tạo ra hedenbergit. Loại khoáng vật này là duy nhất do nó có thể được tìm thấy trong chondrit và skarn (đá biến chất calci-silicat).